# Рт страха (филм из 1991)
Рт страха (енгл. Cape Fear) је филм Мартина Скорсезеа снимљен 1991. године. То је римејк истоименог филма из 1962. године о породичном човјеку, бившем јавном тужиоцу, чију породицу терорише осуђени силоватељ, тражећи освјету због тога што је провјео четрнаест година у затвору, због непрофесионалног поступка свог адвоката.

## Радња
Након што је одслужио дугогодишњу затворску казну, Макс Кејди (глуми га Де Ниро) враћа се у мало мјесто, намјеравајући освјетити се адвокату Сему Боудену (којег игра Нолти). Макс је осуђен за силовање и пребијање дјевојке, али је током суђења његов адвокат Боуден намјерно сакрио важан документ, који би му помогао добити много нижу казну. У почетку, Макс прати Семову жену, Ли Боуден (коју глуми Ланг), али касније упознаје њихову ћерку Данијелу Боуден (коју глуми Луис). Од првог дана, Сем је узнемирен Максовим присуством и више пута апелује на суд и полицију да би протјерали Макса из града. Када схвати да полиција неће ништа да уради, јер је Макс слободан грађанин, Сем уз помоћ пријатеља покушава сам да се обрачуна са Максом, чак и кршећи закон. Међутим, сви његови покушаји завршавају се неславно: Макс успијева побиједити тројицу хулигана, које је Сем унајмио са намјером да победи Макса; другом приликом Макс биљежи Семове пријетње њему итд. Макс је такође немилосрдни убица и силоватељ. Пријетходно је силовао Семовог колегу и убио породичног пса Боуденових, што је узнемирило породицу.
Отуда се Сем одлучује на очајнички корак - да убије Макса. У ту сврху се претвара да иде на пут, а заправо се крије у свом дому, чекајући да дође Макс. Овај план остварује уз помоћ свог пријатеља Клода Керсека. И заиста, Макс стиже, али успева да убије собарицу породице Боуден и самог Клода. Уплашена породица Боуден бежи из града, тражећи уточиште у малом мјесту, имена Кејп Фир (Рт страха), али их Макс лако открива. Док се породица Боуден вози малим чамцем, изненада их напада Макс, породица је приморана борити се против њега. Послије дуге и болне борбе са њим, Сем успијева савладати Макса и спасити породицу, а Макс се дави у ријеци.